# Кірстен Вілд
Кірстен Вілд (нід. Kirsten Wild, нар. 15 жовтня 1982) — нідерландська велогонщиця, бронзова призерка Олімпійських ігор 2020 року, багаторазова чемпіонка світу.

## Виступи на Олімпіадах
| Олімпіада           | Дисципліна                    | Місце |
| ------------------- | ----------------------------- | ----- |
| Лондон 2012         | командна гонка переслідування | 6     |
| Лондон 2012         | омніум                        | 6     |
| Ріо-де-Жанейро 2016 | омніум                        | 6     |
| Токіо 2020          | омніум                        | 3     |
| Токіо 2020          | медісон                       | 4     |

## Зовнішні посилання
- Кірстен Вілд — олімпійська статистика на сайті Sports-Reference.com (англ.) (архівна версія)
- Кірстен Вілд [Архівовано 28 червня 2021 у Wayback Machine.] на сайті Cycling Archives